# ユーロマンガ
ユーロマンガ（EUROMANGA）は、ユーロマンガ合同会社が発行する漫画雑誌。2008年9月発行の創刊号から2013年4月発行の第8号までは飛鳥新社より紙雑誌として不定期出版されており、2021年1月に電子書籍へ移行するにあたり月刊となった。
フランス語圏の漫画バンド・デシネの邦訳に特化しており、ジャン・ジローをはじめとする既に日本で有名な作家や、これまで邦訳されていなかった、比較的新しい世代の作家による作品を紹介している。

## 概要
駐日フランス大使館の書籍担当部署でアシスタントとして働いていた在日フランス人のフレデリック・トゥルモンドによってユーロマンガ合同会社が設立され、2008年9月9日に紙版の本誌第1号が発行された。当初は年に約2回のペースで毎号4作品、それぞれ単行本一巻分のうち半分が掲載された。
2011年からは紙版の出版と並行して単行本レーベル『EUROMANGA COLLECTION』が誕生し、様々なバンド・デシネ作品の邦訳版が刊行された。
その後2013年4月4日に発行された第8号を最後に紙雑誌としての発売が終了。電子書籍に移行後は毎号10作品以上の作品を掲載している。

## 掲載作品
電子版最新号（第12号、2022年7月）時点。
|  | 連載中 |

| 番号   | 作品名                     | 原題                          | 作者（作画）                     | 原作者                       | 訳者              | 掲載号          | 注記                                                         |
| 電子版 | 電子版                     | 電子版                        | 電子版                           | 電子版                       | 電子版            | 電子版          | 電子版                                                       |
| ------ | -------------------------- | ----------------------------- | -------------------------------- | ---------------------------- | ----------------- | --------------- | ------------------------------------------------------------ |
| 1      | テーレマコス               | Télémaque                     | ケニー・ルイス、ノイリー（彩色） | キッド・トゥーサン           |                   | 創刊号 - 第8号  |                                                              |
| 2      | メカニック・セレスト       | Mécanique céleste             | メルワン                         | ―                            | 福田友哉          | 創刊号 - 第6号  |                                                              |
| 3      | ポルトガル                 | Portugal                      | シリル・ペドロサ                 | ―                            |                   | 創刊号 - 第12号 |                                                              |
| 4      | シャングリ=ラ              | Shangri-La                    | マチュー・バブレ                 | ―                            |                   | 創刊号 - 第9号  |                                                              |
| 5      | 執行猶予                   | Le Sursis                     | ジャン＝ピエール・ジブラ         | ―                            | 大西愛子          | 創刊号 - 第4号  |                                                              |
| 6      | エマとカピュシン           | Emma et Capucine              | レナ・サヤフーム                 | ジェロム・アモン             |                   | 創刊号 - 第12号 |                                                              |
| 7      | ブラックサッド             | Blacksad                      | フアンホ・ガルニド               | ファン・ディアス・カナレス   |                   | 創刊号 - 第10号 |                                                              |
| 8      | 最高の夏休み               | Les Beaux Étés                | ジョルディ・ラフェーブル         | ジドルー                     |                   | 創刊号 - 第12号 |                                                              |
| 9      | ムチャチョ―ある少年の革命  | Muchacho                      | エマニュエル・ルパージュ         | ―                            | 大西愛子          | 創刊号 - 第5号  | 本誌連載より前の2012年に後述の日本語訳の単行本が出版された。 |
| 10     | アエオン                   | Aeon                          | アンジェラ・ヴィアネッロ         | ―                            |                   | 創刊号 - 継続中 |                                                              |
| 11     | マリキのブログ             | Maliki blog                   | マリキ                           | ―                            |                   | 第2号 - 継続中  |                                                              |
| 12     | 忍びの花                   | Hana Attori                   | トニー・ヴァレント               | ―                            |                   | 第4号 - 第9号   |                                                              |
| 13     | ありきたりな戦い           | Le Combat ordinaire           | マニュ・ラルスネ                 | ―                            |                   | 第5号 - 第12号  |                                                              |
| 14     | 時の鳥を求めて             | La Quête de l'oiseau du temps | レジス・ロワゼル                 | セルジュ・ル・タンドル       |                   | 第5号 - 第12号  | 本誌連載前の2012年に後述の日本語訳の単行本が出版された。     |
| 15     | ニューク                   | Niourk                        | オリヴィエ・ヴァティーヌ         | ステファン・ウル             |                   | 第6号 - 第11号  |                                                              |
| 16     | どこかで春が               | Le bel ge                     | メルワン                         | ―                            |                   | 第7号 - 第12号  |                                                              |
| 17     | ラパス―血族の王国          | Rapaces                       | エンリコ・マリーニ               | ジャン・デュフォー           |                   | 第10号 - 継続中 |                                                              |
| 18     | 赤いベレー帽の女           | Le Vol du corbeau             | ジャン＝ピエール・ジブラ         | ―                            |                   | 第11号 - 継続中 |                                                              |
| 紙版   |                            |                               |                                  |                              |                   |                 |                                                              |
| 1      | スカイ・ドール             | Sky-Doll                      | アレサンドロ・バルブッチ         | バーバラ・カネパ             | 山根緑            | 創刊号 - 第6号  |                                                              |
| 2      | ラパス―血族の王国          | Rapaces                       | エンリコ・マリーニ               | ジャン・デュフォー           | 山本ゆうじ        | 創刊号 - 第8号  |                                                              |
| 3      | ブラックサッド             | Blacksad                      | フアンホ・ガルニド               | ファン・ディアス・カナレス   |                   | 創刊号 - 第4号  |                                                              |
| 4      | 天空のビバンドム           | Le Bibendum céleste           | ニコラ・ド・クレシー             | ―                            | 原正人            | 創刊号 - 第4号  |                                                              |
| 5      | 赤いベレー帽の女           | Le Vol du corbeau             | ジャン＝ピエール・ジブラ         | ―                            | 大西愛子          | 第3号 - 第6号   |                                                              |
| 6      | 抵抗                       | Résister sans papiers         | シリル・ペドロサ                 | ―                            | 大西愛子          | 第3号           |                                                              |
| 7      | 修理/修理屋                | Reparations/Reparateurs       | メビウス                         | ―                            | 原正人            | 第3号           | 『エデナの世界』（Le Monde d'Edena）から取られたエピソード。 |
| 8      | かわいい罪                 | Péchés mignons                | アルチュール・ド・パンス         | ―                            | 津久井利明 FREDDO | 第4号           |                                                              |
| 9      | ハッピー・セックス         | Happy Sex                     | ゼップ                           | ―                            | 津久井利明 FREDDO | 第4号           |                                                              |
| 10     | アンカル―ソリューンの誕生  | L'Incal - L'Origine de Solune | メビウス                         | アレハンドロ・ホドロフスキー | 原正人            | 第4号           | 『アンカル』（L'Incal）から取られたエピソード。              |
| 11     | 猫の目                     | Les Yeux du chat              | メビウス                         | アレハンドロ・ホドロフスキー | 原正人            | 第7号           |                                                              |
| 12     | エーデルワイスのパイロット | Le Pilote à l'Edelweiss       | ロマン・ユゴー                   | ヤン                         | 宮脇史生          | 第7号 - 第8号   |                                                              |
| 13     | ゾンビレニアム             | Zombillénium                  | アルチュール・ド・パンス         | ―                            | 原正人            | 第7号 - 第8号   |                                                              |
| 14     | 悪なき大地                 | La Terre sans mal             | エマニュエル・ルパージュ         | アンヌ・シブラン             | 大西愛子          | 第8号           |                                                              |

## EUROMANGA COLLECTION
2011年に誕生したユーロマンガの単行本レーベル。2016年からは電子書籍も刊行されており、そちらは電子書籍サイトeBookJapanにて販売されている。
飛鳥新社より発売
- 『モンスター [完全版]』 (原題:Monstre、エンキ・ビラル作、大西愛子訳、2011年11月 ISBN 4864101264)
  - 電子書籍版：2017年4月、全4巻
- 『ムチャチョ－ある少年の革命』 (大西愛子訳、2012年4月、ISBN 4864101590)
  - 電子書籍版：2016年6月、全2巻
- 『時の鳥を求めて』(原正人訳、2012年11月、ISBN 4864102074)
  - 電子書籍版：2017年8月、全4巻
- 『ブラックサッド』(大西愛子訳、2013年 - 2017年) (全5巻、アートブック1巻)
  - 電子書籍版：2016年5月 - 2017年3月、全5巻
- 『カニカニレボリューション』(原題:La Marche du crabe、アルチュール・ド・パンス（フランス語版）作、原正人訳、2013年10月、ISBN 4864102856)
- 『ウィカ オベロンの怒り』(原題:Wika et la fureur d'Obéron、トマス・デイ（フランス語版）作、オリヴィエ・ルドロワ画、原正人訳、2015年2月、ISBN 4864104018)
  - 電子書籍版：2016年6月
- 『ラディアン』(原題:Radiant、トニー・ヴァレント作、原正人訳、2015年 - )(既刊14巻)
  - 電子書籍版：2016年7月 -
- 『ラストマン』(原題:Lastman、バラック（フランス語版）, バスティアン・ヴィヴェス, ミカエル・サンラヴィル作、原正人訳、2016年 - 2019年)(全6巻)
  - 電子書籍版：2017年6月 - 2020年4月
- 『最高の夏休み』 (原正人訳、2017年 - )(既刊1巻)
- 『ターニングポイント』(エマニュエル・ルパージュ, 松本大洋, エディー・キャンベル（英語版）他作、原正人&古川晴子訳、2017年9月、ISBN 4864105731) ※アンソロジーコミック

電子書籍
- 『ラパス 血族の王国』(2016年5月、全4巻)
- 『赤いベレー帽の女』(2016年5月、全2巻)
- 『ゾンビレニアム』(2016年6月、1巻で刊行止まり)
- 『ラルゴ・ウィンチ 完全版』(原題:Largo Winch、ジャン・ヴァン・アム（英語版）作、フィリップ・フランク（英語版）画、原正人訳、2016年11月)
- 『AEON-アエオン-』(山根緑訳、2020年3月、全4巻)[注釈 1]